# District de Waidhofen an der Thaya
Le district de Waidhofen an der Thaya est une subdivision territoriale du Land de Basse-Autriche en Autriche.

## Géographie

### Lieux administratifs voisins
|  |  |  |
|  |  |  |
|  |  |  |

## Communes
Le district de Waidhofen an der Thaya est subdivisé en 15 communes :
- Dietmanns
- Dobersberg
- Gastern
- Gross-Siegharts
- Karlstein an der Thaya
- Kautzen
- Ludweis-Aigen
- Pfaffenschlag bei Waidhofen
- Raabs an der Thaya
- Thaya
- Vitis
- Waidhofen an der Thaya
- Waidhofen an der Thaya-Land
- Waldkirchen an der Thaya
- Windigsteig